# Argance
Der Argance ist ein Fluss in Frankreich, der in der Region Pays de la Loire verläuft. Er entspringt südlich des Ortsgebietes von Villaines-sous-Malicorne, entwässert generell in südwestlicher Richtung und mündet nach rund 20 Kilometern im Gemeindegebiet von Durtal als rechter Nebenfluss in den Loir.
Auf seinem Weg durchquert der Argance die Départements Sarthe und Maine-et-Loire. Im Mündungsabschnitt verläuft er neben der Autobahn A11.

## Orte am Fluss
(Reihenfolge in Fließrichtung)
- Villaines-sous-Malicorne
- La Jaunay, Gemeinde Villaines-sous-Malicorne
- Le Bailleul
- Crosmières
- La Grande Gilberdière, Gemeinde Crosmières
- Coulon, Gemeinde La Chapelle-d’Aligné
- Durtal